# Juazeiro do Piauí
Juazeiro do Piauí is een gemeente in de Braziliaanse deelstaat Piauí. De gemeente telt 4.941 inwoners (schatting 2009).